# Campanula cabezudoi
Campanula cabezudoi là loài thực vật có hoa trong họ Hoa chuông. Loài này được Cano-Maq. & Talavera mô tả khoa học đầu tiên năm 2007.